# Альгадри, Хамид
Хамид Альгадри или Хамид Аль-Гадри (индон. Hamid Algadri; 10 июля 1912, Пасуруан, Восточная Ява, Голландская Ост-Индия — 25 января 1998, Джакарта, Индонезия) — политический и государственный деятель, борец за независимость Индонезии, дипломат. Национальный герой Индонезии.
Окончил Университет Индонезии. Работал в офисе премьер-министра, некоторое время замещал премьера Сутана Шарира. Позже, стал секретарём  Министерства информации, а также членом Центрального национального комитета Индонезии (KNIP).
Отличился в 1946 году в переговорах по  Лингаджатскому соглашению, Ренвильскому соглашению (1948), голландско-индонезийской конференции за круглым столом (1949). Был членом парламента Индонезии.